# Simfonia nr. 1 (Șostakovici)

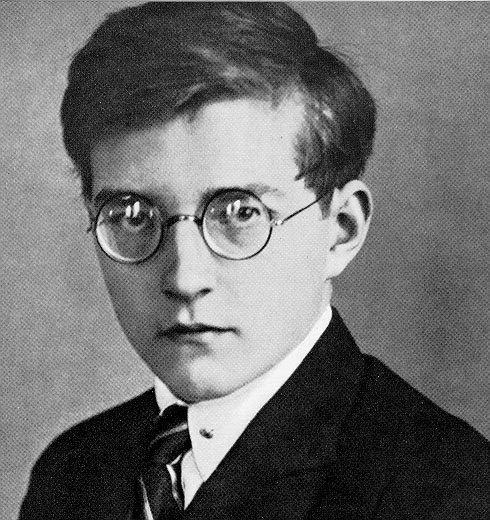
Şostakovici în 1924

Simfonia nr. 1 în Fa minor, Op. 10, a fost compusă de Dmitri Șostakovici în 1924-1925 și interpretată prima dată la Leningrad în interpretarea Orchestrei Filarmonice din Leningrad sub bagheta lui Nikolai Malko pe 12 mai 1926. Șostakovici a compus simfonia ca o lucrare de absolvire la Conservatorul din Petrograd, finalizând-o când avea 19 ani.

## Structură
Lucrarea este structurată în patru părți (ultimele două sunt interpretate fără pauză) și are o durată de circa 30 de minute.
1. Allegretto - Allegro non troppo
2. Allegro - Meno mosso - Allegro - Meno mosso
3. Lento - Largo - Lento
4. Allegro molto - Lento - Allegro molto - Meno mosso - Allegro molto - Molto meno mosso - Adagio

## Orchestrație
Simfonia este orchestrată pentru următoarea orchestră:
Instrumente de suflat din lemn
- Piculină
- 2 flauturi
- 2 oboaie
- 2 clarinete
- 2 fagoți

Instrumente de suflat din alamă
- 4 corni
- 2 trompete
- Trompetă alto
- 3 tromboni
- Tubă

Percuție
- Timpane
- Tobă mare
- Tobă mică
- Gong
- Talgere
- Trianglu
- Glockenspiel

Claviaturi
- Pian

Coarde
- Viori I și II
- Viole
- Violoncele
- Contrabasuri

## Generalități
Deși Șostakovici a compus această lucrare ca exercițiu de absolvire pentru clasa de compoziție a lui Maximilian Steinberg, o parte din material a fost compus mai devreme. Când mătușa compozitorului, Nadezhda Galli-Shohat, a audiat prima dată lucrarea la premiera americană în interpretarea Orchestrei din Philadelphia sub bagheta lui Leopold Stokowski a recunoscut-o în multe fragmente pe care le-a auzit interpretate de Mitya când era mică. O parte din aceste fragmente erau asociate cu relatarea lui La Fontaine a fabulei Greierele și furnica a lui Aesop și din Mica sirenă de Hans Christian Andersen.
Prima paralelă a fost realizată între compozitorul de 19 ani și Alexandr Glazunov, el însuși un copil-minune care și-a avut prima simfonie interpretată în primă audiție la o vârstă și mai mică. Glazunov ar fi recunoscut în Șostakovici un ecou al sinelui său mai tânăr. Ca director al Conservatorului din Petrograd, Glazunov a urmărit progresul lui Șostakovici de la admiterea sa la vârsta de 13 ani. Tot el a aranjat și premiera simfoniei lui Șostakovici, care a avut loc la 44 de ani după premiera primei simfonii a lui Glazunov în aceeași sală.
Simfonia a înregistrat un succes răsunător încă de la premieră și este considerată una dintre cele mai bune lucrări ale lui Șostakovici. Prezintă o combinație interesantă și caracteristică a vitalității pe de-o parte și a dramei și tragediei pe de altă parte. Într-un fel amintește de lucrările lui Igor Stravinski și Serghei Prokofiev, compozitori care l-au influențat puternic pe Șostakovici în această perioadă. Orchestrația transparentă și aproape camerală a primei simfonii este aproape în contrast cu orchestrațiile complexe și sofisticate întâlnite în simfoniile sale de mai târziu.

## Influențe
Datorită atitudinii tradiționaliste a Conservatorului, Șostakovici a descoperit muzica lui Igor Stravinski abia în adolescență. Efectul acestei muzici a fost radical și instant iar influențele lui Stravinski vor continua să exercite o influență considerabilă asupra lui Șostakovici. Unii critici au sugerat că prima simfonie a lui Șostakovici a fost influențată de baletul Petrușka a lui Stravinski nu doar datorită utilizării pianului în orchestrație și ci și datorită tonului general de satiră din prima jumătate a simfoniei. Deoarece subiectul din baletul lui Stravinski urmărea metodele învechite ale unei păpuși animate ar fi reflectat observațiile sale cu privire la aspectele mecanice ale comportamentului uman și s-a aplicat direct la satiristul din el.
Petrușka nu ar fi fost singura sa influență. Ideea că ființele umane ar fi mașini sau marionete era o temă foarte la modă. Exemple muzicale includ Pierrot Lunaire de Arnold Schoenberg și Wozzeck de Alban Berg, două lucrări pe care Șostakovici le admira. Se crede că în această categorie ar intra și admirația sa pentru Charlie Chaplin. O altă influență muzicală, sugerată de fraza introdusă de clarinet care va fi utilizată considerabil pe parcursul simfoniei, este poemul simfonic Till Eulenspiegel de Richard Strauss.
La sfârșitul celei de-a doua părți Șostakovici dezvăluie cea mai mare surpriză a sa prin schimbarea tonului simfoniei, brusc și fără avertisment, din patos și satiră în tragedie. Această influență schimbă de la Stravinski la Ceaikovski și Mahler, Șostakovici demonstrând că are multe de spus pentru un compozitor adolescent.